# Lof
Lof (castellanizado: levo y lov), o caví, es una forma básica de organización social del pueblo mapuche, consistente en un clan familiar o linaje que reconoce la autoridad de un lonco (cacique).

## Descripción
El lof o caví está conformado por diversas familias que comparten un mismo territorio y se consideran mutuamente emparentadas, al descender de un ancestro común. Varios lof forman un aillarehue (nueve rehues), que a su vez conformaban una de las Tres o cinco grandes confederaciones territoriales mapuches, los butalmapu (del mapudungún: butalmapu ‘tierra grande’).
Para los historiadores Francisco Antonio Encina y Leopoldo Castedo, cada lof o levo era el equivalente a un clan que agrupaba a varias familias con un ancestro en común, usualmente sumando entre 1.600 y 4.000 almas. Al formar aillarehue, pasaban a constituir básicamente una tribu, y los butalmapu eran grandes confederaciones tribales.
La identidad del lof era reforzada por la realización de diversas actividades comunitarias, festivas en su mayor parte. El lof habitualmente compartía un único rehue, tótem o altar chamánico, en el que se celebraban las ceremonias religiosas más significativas.

### Lof küdaw
Por otro lado, el vínculo del clan relucía en la realización del lof küdaw, especie de trabajo comunitario retribuido con fiesta, similar a la minga que se practica en diversas partes de América del Sur. Consistía habitualmente en cosechas y otras labores que exigen numerosa mano de obra, principalmente en los sembrados de personajes más ricos y prestigiosos del lof: ulmenes y loncos.
Aun así, esta caracterización del "lof" es incompleta, pues se está olvidando un aspecto esencial: ese grupo de familias que lo conforma no está integrado únicamente por personas. Debido a su inmensa espiritualidad y conexión con la naturaleza, cualquier elemento natural que esté dentro del ámbito mapuche es un miembro más del "lof" del pueblo.

## Evolución del conceptolof
El significado del concepto lof ha ido evolucionando, ya sea por la inadecuada comprensión por parte de los informantes occidentales o por la efectiva reestructuración de la vida social mapuche, producto del cambio cultural propiciado por la colonización y el contacto con las sociedades argentina y chilena.
Pedro de Valdivia los define en sus cartas a mediados del siglo XVI:

"son como apellidos".
Pedro de Valdivia

En 1922 Ricardo E. Latcham hacía una diferenciación entre lof y levo:

...Consideró al lof equivalente a familia estrecha (müchulla de los huilliches) emparentadas por vía materna, residente de una misma katán (gran choza), o a falta de katán, habitante de un par de rucas (chozas más pequeñas).En tanto que levo, "más que una familia era una parentela, que reconocía un tronco común, cuyos descendientes llevaban el tótem y apellido original del grupo y cuya cabeza era también cabeza de todo el levo y se llamaba toqui".
Ricardo E. Latcham 1922

En 1969 se ensayaba la siguiente definición:

"Al discutir la composición del lof, los informantes advierten que los varones de dichos grupos están unidos en un estrecho parentesco patrilineal: padre e hijos o un grupo de hermanos y sus familias (...) el lof funciona como un grupo familiar extenso. Sin embargo, aun a falta de lazos puramente económicos, tales familias, estrechamente relacionadas, están ligadas por fuertes cadenas de obligaciones morales (religiosas), y forman un segmento corporado de las congregaciones funerarias y de fertilidad".
Louis Faron

El 2003, la Comisión de Trabajo Autónomo Mapuche en sus documentos utilizó el término definido como:

"...familias agrupadas en un territorio al mando de un Logko. Varios Lof forman el Ayjarewe, que agrupa a varias pequeñas parcialidades territoriales distribuidas en un territorio determinado y que se encuentran unidos por lazos de parentesco."